# ماركوس ستيرن
ماركوس ستيرن (بالإنجليزية: Marcus Stern)‏ هو صحفي أمريكي، ولد في 30 أبريل 1953.